# Ngân hàng Trung ương Châu Âu
Ngân hàng Trung ương châu Âu là Ngân hàng trung ương đối với đồng Euro và điều hành chính sách tiền tệ của Khu vực đồng Euro. Tổ chức của ngân hàng trung ương châu Âu (ECB) theo mô hình của ngân hàng trung ương Đức (Bundesbank) và Landesbank (Đức). Điều hành ngân hàng là ban giám đốc, đứng đầu là Chủ tịch và hội đồng các thống đốc bao gồm thành viên của ban giám đốc và đại diện các ngân hàng trung ương trong hệ thống các ngân hàng trung ương châu Âu (ESCB).

### Ban giám đốc điều hành
Ban điều hành của ECB gồm 6 người hoạch định các chiến lược cho chính sách của ngân hàng. Họ được chỉ định bằng quyết định đồng thuận của các thành viên khu vực đồng Euro. Như một mặc định không thành văn, bốn thành viên của ban điều hành phải là các đại điện của ngân hàng trung ương Pháp, Đức, Ý và Tây Ban Nha.

### Chủ tịch
Năm 1999, Wim Duisenberg – cựu chủ tịch ngân hàng trung ương Hà Lan, cựu bộ trưởng tài chính Hà Lan được bầu làm chủ tịch đầu tiên của Ngân hàng trung ương châu Âu. Người thay thế ông vào tháng 11 năm 2003 là Jean-Claude Trichet – cựu thống đốc ngân hàng trung ương Pháp. Hiện nay, làm phó cho Jean-Claude Trichet tại ECB là Lucas Papademos – nhà kinh tế học người Hi Lạp.

### Hệ thống các ngân hàng trung ương châu Âu
Hệ thống các ngân hàng trung ương châu Âu (ESCB) bao gồm ECB và các ngân hàng trung ương của 27 thành viên Liên minh châu Âu. Bởi lý do này mà cơ quan quản lý tiền tệ của khu vực đồng Euro được gọi là Eurosystem, bao gồm ECB và các thống đốc của các ngân hàng quốc gia khu vực đồng Euro.